# Repetti (metropolitana di Milano)
Repetti è una stazione della linea M4 della metropolitana di Milano.

## Storia
Il 7 marzo 2012 sono state consegnate le aree per un successivo inizio dei lavori al consorzio di imprese che deve realizzare l'opera.
Il 19 luglio 2012 sono iniziati i lavori di costruzione veri e propri, con la modifica della viabilità di superficie.
Nel progetto iniziale e nella cartellonistica fino al 2020 il nome della stazione era Quartiere Forlanini.
La stazione è stata inaugurata il 26 novembre 2022.

## Interscambi
Nelle vicinanze della stazione effettuano fermata alcune linee urbane di superficie (tram e autobus) gestite da ATM.
- Fermata tram (Repetti M4, linea 27)
- Fermata autobus

## Servizi
La stazione dispone di:
- Accessibilità per portatori di handicap
- Ascensori
- Scale mobili
- Emettitrice automatica biglietti
- Stazione videosorvegliata
- Servizi igienici